# Plana de la Seu

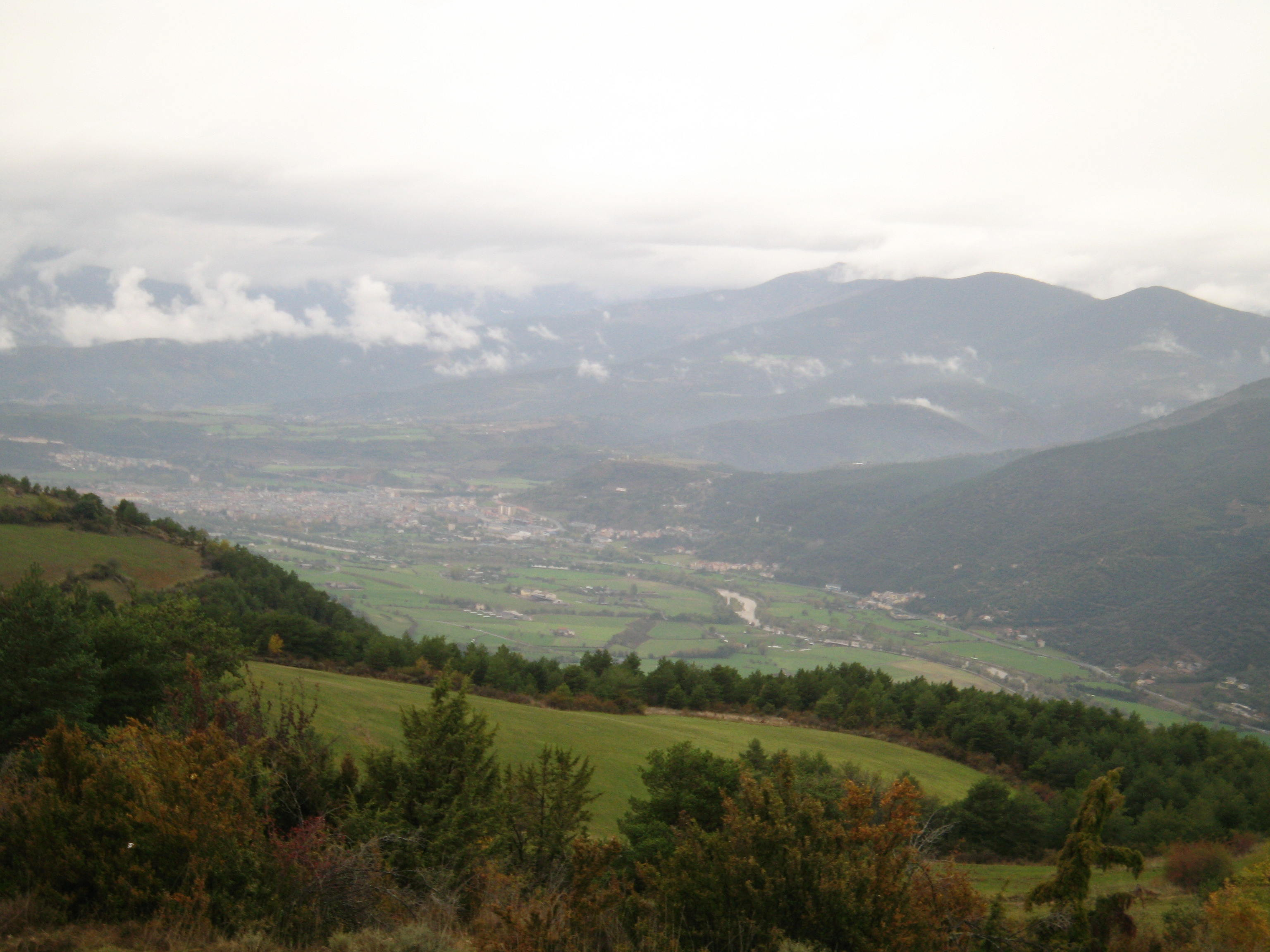
Panorámica desde Vilanova de Banat, de la plana de la Seu.

La plana de la Seu, también conocida como ribera de la Seu, es una llanura que se encuentra en los Pirineos, concretamente en la comarca de Alto Urgel. La llanura está formada por el río Segre en su confluencia con el río la Valira. La llanura es una cañada, espacio de terreno entre terrenos más altos, producto del hundimiento de una dovela pirenaica, terraplenada posteriormente por depósitos lacustres, donde hubo un lago miocénico.
La llanura empieza en el llamado forat de la Seu (agujero de la Seu, traducido al castellano), es decir en el estrecho de las Cabanotes o canal de la Quera, en la ribera de Arsèquel donde el Segre se abre paso entre las montañas. La ribera de la Seu está rodeada de altas montañas y sierras. La más vistosa es la sierra del Cadí, coronada de roca blanca, importante escarpamiento de falla que limita por el sur con la fosa tectónica. En la llanura se encuentra la ciudad de Seo de Urgel, que da nombre a la llanura porque en catalán Seo es Seu. También se encuentra les Torres, entre otros sitios del municipio de Seo de Urgel y la parte más baja de Alás (Alás Serch).
A la vez, en la llanura cerca de la Valira, hay una pequeña sierra alargada paralela al río. La parte de poniente está accidentada por los contrafuertes que bajan del tossal d'Estelareny y del roc de l'Àliga. Por la izquierda del Segre la zona es bastante ancha, regada por diversos canales y acequias que cogen el agua del mismo río.